# کاری پیتون
کاری پیتون (انگلیسی: Khary Payton؛ زادهٔ ۱۶ مهٔ ۱۹۷۲) هنرپیشه و صداپیشه اهل ایالات متحده آمریکا است. وی از سال ۲۰۰۰ میلادی تاکنون مشغول فعالیت بوده‌است.
از فیلم‌ها یا برنامه‌های تلویزیونی که وی در آن نقش داشته‌است می‌توان به برپاخیزان جهنم: دنیای جهنمی ، به من دروغ بگو، آشنایی با مادر، ذهن‌های مجرم، مردگان متحرک، آخرالزمان، و دراکولا ۲: معراج اشاره کرد.